# 짐 켈리

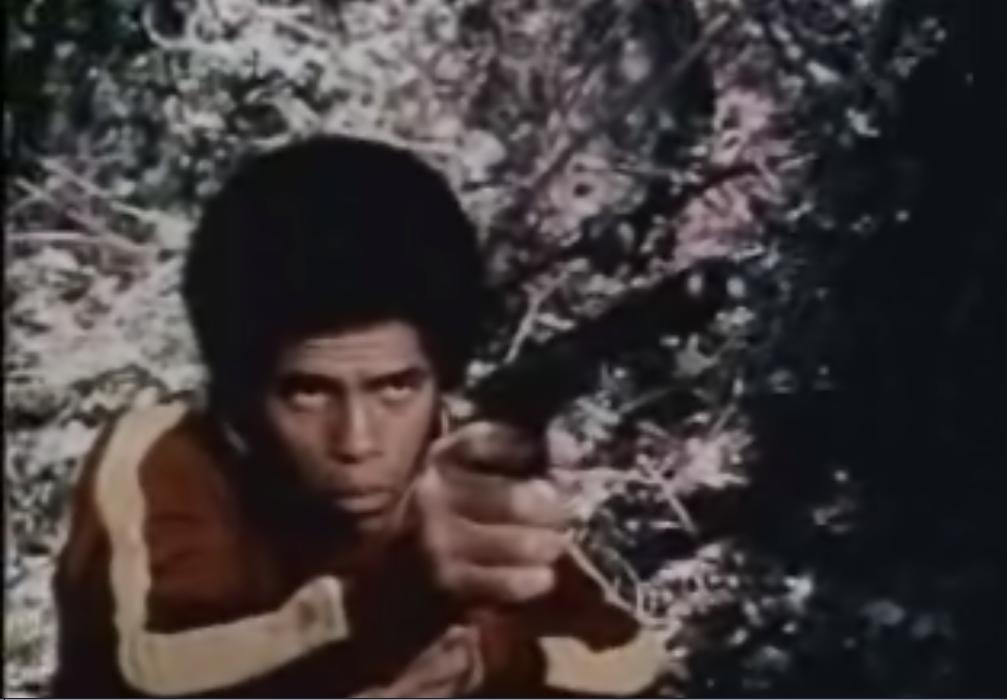

짐 켈리(Jim Kelly, 1946년 5월 5일 ~ 2013년 6월 29일)는 미국의 배우, 영화배우, 텔레비전 배우, 태권도 선수, 테니스 선수이다.
2013년 암으로 인해 샌디에이고에서 사망하였다.

## 영화
- 용쟁호투 (1973년) - 윌리엄스 역
- 골든 니들 (1974년)
- 쓰리 더 하드 웨이 (1974년)
- 황금의 삼각 지대 (1976년)
- 특수요원 루카스 (1978년)
- 데쓰 디멘션 (1978년)
- 이소룡과 쿵후 매니아 (1992년)
- 위와 아래 (1993년)
- 싸일런트 포스 (2001년)
- 와일드 웨스트 코미디 쇼 (2006년)